# Vera Sokolova
Vera Aleksandrovna Sokolova (Russisch: Вера Александровна Соколова) (Solianoy (Tsjoevasjië), 8 juni 1987) is een Russische atlete, die zich heeft gespecialiseerd in het snelwandelen. 

## Loopbaan

### Wereldkampioene bij de B-junioren
Amper zestien jaar oud was Sokolova, toen zij in 2002 voor het eerst deelnam aan een internationaal kampioenschaptoernooi, de wereldkampioenschappen voor junioren in het Jamaicaanse Kingston. Ze werd er negende op de 10.000 m snelwandelen. Een jaar later veroverde ze haar eerste grote titel, toen zij in het Canadese Sherbrooke op de WK voor B-junioren de 5000 m snelwandelen won, waarna ze in 2004, opnieuw op de WK voor junioren, ditmaal in het Italiaanse Grosseto, brons won op de 10.000 m snelwandelen.

### Europees juniorkampioene in recordtijd
In 2005 greep de Russische, nog steeds juniore, haar eerste Europese titel. Op de Europese kampioenschappen voor junioren in Kaunas won zij de 10.000 m snelwandelen in 43.11,34, wat een wereldrecord voor junioren betekende. Dit record zou zes jaar stand houden.
In haar laatste juniorenjaar was Sokolova opnieuw present op de WK voor junioren, die ditmaal in Peking plaatsvonden. Op de 10.000 m snelwandelen ging ze aanvankelijk op kop en leek zij op weg naar weer een medaille. Toen ze echter halverwege de wedstrijd al haar tweede waarschuwing wegens onreglementair lopen te pakken had, kon ze haar tempo niet volhouden en zakte zij terug. Winnares werd nu de Chinese Liu Hong in 45.12,84, voor Sokolova’s landgenote Tatjana Sjemjakina in 45.34,41 en de Roemeense Anamaria Greceanu in 46.58,21). Sokolova finishte als vierde in 46.58,21 en keerde dus met lege handen huiswaarts. 

### Brons op EK bij de senioren
Eenmaal senior richtte Vera Sokolova zich vooral op het snelwandelen op de weg, maar het duurde enkele jaren, voordat zij ook hier aansprekende resultaten boekte. Bleef zij op de wereldkampioenschappen in 2009 op de 20 km snelwandelen nog steken op een bescheiden veertiende plaats in 1:34.55, een jaar later wist zij zich tijdens de Europese kampioenschappen in Barcelona op dezelfde afstand op de derde plaats te nestelen in een aanzienlijk snellere tijd, 1:29.32, dan in Berlijn.
In 2011, op de WK in Daegu, stelde Sokolova echter weer teleur. In 1:32.13 eindigde zij op de 20 km snelwandelen op een tegenvallende negende plaats. Deze prestatie was des te teleurstellender, omdat de Russische aan het begin van het jaar, tijdens de winterkampioenschappen snelwandelen in Sotsji, de klokken op dit onderdeel nog had laten stilstaan op 1:25.08, een verbetering van het wereldrecord van haar landgenote Olimpiada Ivanova, gevestigd op de WK in 2005, met ruim een halve minuut.

### DQ op universiade en WK
In 2013 nam Sokolova, weer op de 20 km snelwandelen, deel aan de universiade in eigen land, maar daar deed zij de wrange ervaring op dat, terwijl haar landgenotes als team de gouden plak veroverden, zijzelf werd gediskwalificeerd. Ditzelfde overkwam haar, opnieuw in eigen land, kort hierna op de WK in Moskou.

### Schorsing
Wrang van een geheel andere orde was de bekendmaking van het Hof van Arbitrage voor Sport (CAS) op 13 oktober 2016, dat Vera Sokolova tot de vijf Russische snelwandelaars behoorde die in juni van het vorige jaar waren betrapt op het gebruik van epo. Als gevolg hiervan werd Sokolova door het CAS voor vier jaar geschorst. 

## Titels
- Russisch kampioene 10 km snelwandelen – 2005
- Russisch kampioene 20 km snelwandelen - 2011
- Europees juniorenkampioene 10.000 m snelwandelen – 2005
- Wereldkampioene B-junioren 5000 m snelwandelen - 2003

## Persoonlijke records
Baan
| Onderdeel             | Prestatie         | Datum           | Plaats    |
| --------------------- | ----------------- | --------------- | --------- |
| 3000 m snelwandelen   | 12.51,96          | 7 augustus 2004 | Bydgoszcz |
| 5000 m snelwandelen   | 21.05,7           | 19 juni 2005    | Saransk   |
| 10.000 m snelwandelen | 43.11,34 (ex-WJR) | 21 juli 2005    | Kaunas    |

Weg
| Onderdeel          | Prestatie       | Datum             | Plaats  |
| ------------------ | --------------- | ----------------- | ------- |
| 10 km snelwandelen | 42.12           | 19 september 2009 | Saransk |
| 20 km snelwandelen | 1:25.08 (ex-WR) | 26 februari 2011  | Sotsji  |

Indoor
| Onderdeel           | Prestatie | Datum            | Plaats           |
| ------------------- | --------- | ---------------- | ---------------- |
| 3000 m snelwandelen | 11.58,44  | 11 januari 2014  | Novotsjeboksarsk |
| 5000 m snelwandelen | 21.44,0   | 23 december 2006 | Tsjeboksary      |

## Palmares

### 5000 m snelwandelen
- 2003:  WK voor B-junioren – 22.50,23

### 10.000 m snelwandelen
- 2002: 9e WJK - 47.59,14
- 2004:  WJK – 46.53,02
- 2005:  EJK – 43.11,34 (WJR)
- 2006: 4e WJK – 46.58,21

### 10 km snelwandelen
- 2005:  Russische kamp. – 44.25
- 2005:  Europa Cup te Miskolc – 44.09
- 2006:  Russische kamp. – 43.49

### 20 km snelwandelen
- 2009:  Russische kamp. 1:25.26
- 2009: 10e Europa Cup te Metz – 1:36.43
- 2009: 13e WK - 1:34.55 (na DQ van Olga Kaniskina)
- 2010:  Russische kamp. – 1:25.35
- 2010: 4e World Cup te Chihuahua – 1:33.54
- 2010:  EK  – 1:29.32
- 2011:  Russische kamp. – 1:25.08 (WR)
- 2011:  Europa Cup te Olhão – 1:30.02
- 2011: 9e WK – 1:32.13
- 2013: DQ Universiade
- 2013: DQ WK